# 英雄体育
英雄体育管理有限公司（VSPO，原名：VSPN），成立于2016年6月16日，是一家中国西安的电竞赛事制作与运营的公司，举办赛事数目在亚洲位列第一。

## 历史
该公司由应书岭、滕林季、唐丹妮、吴晟、郑夺、张永康等联合创办，先后于2016年、2020年、2021年完成A、B、B+轮融资，最大机构股东为腾讯。2022年1月31日，该公司递表港交所。2023年2月16日，它获得沙特公共投资基金2.65亿美元现金投资。

## 承办赛事
该公司承办了2018年雅加达亚运会电子竞技表演赛、王者荣耀职业联赛（KPL）、和平精英职业联赛（PEL）、绝地求生冠军联赛（PCL）及全球总决赛（PMGC）等电竞赛事，并负责了第十九届杭州亚运会电子竞技全品类比赛国际公共信号制作。